# ۇ
Wāw ḍamma suscrit ‹ ۇ › est une lettre additionnelle de l’alphabet arabe qui est utilisée dans l’écriture du azéri, du kazakh, du kirghize et de l’ouïghour. Elle était aussi utilisée dans l’écriture du tatar. Elle est composée d’un wāw ‹ و › diacrité d’un ḍamma suscrit.
Son caractère Unicode est 06C7.

## Utilisation
En azéri du Sud, ‹ ۇ › représente une voyelle fermée postérieure arrondie [u]. Elle peut aussi être transcrite avec wāw ‹ ﻭ ›.
En kazakh, ‹ ۇ › représente une voyelle pré-fermée postérieure arrondie [ʊ].
En kirghize, ‹ ۇ › représente une voyelle fermée postérieure arrondie [u].
En ouïghour, ‹ ۇ › (‎‹ ئۇ › en position initiale ou isolée) représente une voyelle fermée postérieure arrondie [u] ou une voyelle pré-fermée postérieure arrondie [ʊ].
En tatar écrit avec le yaña imlâ, ‹ ۇ › représente une voyelle mi-fermée antérieure arrondie [ø] ou une voyelle mi-fermée antérieure arrondie [œ].